# PRO ELECTRON
PRO ELECTRON es una organización sin ánimo de lucro, que funciona como una agencia de la EECA (European Electronic Component Manufacturers Association), y con la finalidad de proporcionar un sistema europeo de designación y registro para componentes electrónicos activos, como tubos termoiónicos, semiconductores, LCD, sensores, etc, de forma concisa y sin ambigüedad.

## Historia
En los años treinta, cierto número de fabricantes introdujo un código común para las válvulas de los receptores de radio. A esto siguió, en los cincuenta, un código similar para los dispositivos semiconductores. Como el número de fabricantes adheridos a este sistema llegó a ser considerable, en 1966 se decidió crear una organización separada para gestionar el registro y asignación de los números de dispositivo. Así nació PRO ELECTRON como una organización paneuropea, con sede en Bruselas. En 1983, PRO ELECTRON se unió a la EECA.

## Tipos de dispositivos
Son registrables los siguientes dispositivos:
- Tubos electrónicos (Válvulas termoiónicas)
- Dispositivos semiconductores discretos (diodos, transistores, tiristores, etc)
- Circuitos integrados (incluyendo Microprocesadores, CCD, capacidades conmutadas)
- Displays de cristal líquido
- Sensores
- Otros productos, como micrófonos monolíticos.

## Códigos de designación de tipos

### Dispositivos semiconductores discretos
El tipo básico consiste en dos letras seguidas por un número de serie.
1. La primera letra indica el material de la parte activa del dispositivo:
- A: Materiales con una anchura de banda prohibida de 0'6 a 1'0 eV, como el germanio.
- B: Materiales con una anchura de banda prohibida de 1'0 a 1'3 eV, como el silicio.
- C: Materiales con una anchura de banda prohibida mayor de 1'3 eV, como el arseniuro de galio.
- D: Cerámicas.
- R: Otros materiales compuestos, como el sulfuro de cadmio.

2. La segunda letra indica la función primordial para la que fue diseñado el dispositivo:
- A: Diodos de señal y baja potencia.
- B: Diodo varactor.
- C: Transistor de audiofrecuencia y baja potencia.
- D: Transistror de audiofrecuencia y potencia.
- E: Diodo túnel.
- F: Transistor de alta frecuencia y baja potencia.
- K: Condensador.
- G: Varios.
- H: Dispositivos de efecto Hall. Sensores magnéticos.
- L: Transistor de potencia de radiofrecuencia.
- M: Mezclador.
- N: Optoacoplador.
- Q: Generador de radiación: led, Láser,...
- R: Dispositivo de conmutación o disparo de baja potencia: Tiristor, triac...
- S: Transistor de baja potencia, de conmutación.
- T: Dispositivo de conmutación o disparo de alta potencia: Tiristor, triac...
- U: Transistor de conmutación, de potencia.
- V: Antenas.
- W: Dispositivo de ondas acústicas de superficie (SAW).
- X: Diodo multiplicador.
- Y: Diodo rectificador.
- Z: Diodo Zener.

3. Número de serie de cuatro dígitos, asignado por PRO ELECTRON y carente de otro significado, o bien una letra y un´número de serie de tres dígitos, asignado por PRO ELECTRON y carente de otro significado.
La tercera letra carece de significado especial, salvo los siguientes casos:
- A, tras R o T indica un triac.
- B, indica un transistor HBT.
- F, tras G, P o Q, indica emisor o receptor para fibra óptica.
- H, transistor HEMT.
- L, tras G o Q, indica láseres para aplicaciones que no excitan fibra óptica.
- M, tras R, para drivers de transistores.
- O, tras R, indica optotriac.
- R, tras C, indica una red resistiva de semiconductor.
- T, tras Q, indica un led bicolor.
- W, tras Z, indica diodos supresores de transitorios.

4. Versión, una o dos letras, que no tienen significado especial, salvo las siguientes:
- R: Polaridad inversa.
- W: Dispositivo de montaje superficial (SMD).

5. Sufijos. Subclasificación para aquellos dispositivos disponibles en gran número de versiones.
Diodos Zener: Una letra, tras un guion, y un número. La letra indica la tolerancia nominal de la tensión Zener:
- A: 1%

- B: 2%
- C: 5%
- D: 10%
- E: 20%.

El número indica la tensión zener nominal. Se utiliza la uve (V) como separador decimal. Ejemplo: BZY74-C6V3 es un diodo zener de 6'3 V y 5% de tolerancia.
Diodos supresores de transitorios. Como los zener, pero carecen de la letra indicadora de tolerancia. Una B final indica un dispositivo bidireccional.
Tiristores y rectificadores. Un número, tras un guion, indica la menor entre la tensión inversa de pico repetitivo y la tensión directa de pico repetitivo en estado de bloqueo. Le sigue la R, para indicar el montaje inverso, cuando es aplicable. En los transistores de potencia de alta frecuencia, el número indica la tensión de alimentación.

### Circuitos integrados
El tipo básico consiste en tres letras seguidas por un número de serie. Se aplica a circuitos monolíticoa, multichip e híbridos de capa fina.
1. Las dos primeras letras identifican la familia. Son reservadas por los fabricantes para los dispositivos correspondientes a una familia.
En el caso de dispositivos solitarios, es decir, que no forman parte de una familia, la primera letra tiene el siguiente significado:
- S: Circuito digital.
- T: Circuito analógico. Ejemplo: TDA2040
- U: Circuito mixto, digital y analógico. Ejemplo: UAA180

Y la segunda letra carece de significado, excepto H, que indica dispositivos híbridos.
2. La tercera letra indica el margen de temperatura ambiente operativa:
- B: De 0 °C a +70 °C
- C: De -55 °C a +125 °C
- D: De -25 °C a +70 °C
- E: De -25 °C a +85 °C
- F: De -40 °C a +85 °C
- G: De -55 °C a +85 °C
- H: De -40 °C a +110 °C
- K: De -40 °C a +125 °C
- L: De -40 °C a +150 °C
- M: De -65 °C a +150 °C
- X y A: Ninguno de los márgenes anteriores.

3. Número de serie asignado por PRO ELECTRON o código alfanumérico de series ya existentes de los fabricantes.
4. Letra de versión identifica variaciones menores dentro de un mismo producto y el tipo de cápsula.
El tipo de cápsula se identifica como sigue:
- B: Flipchips.
- D: Ceramic dual in line.
- E: Ball grid array.
- F: Flat pack.
- H: Quad flat pack
- J: Dil bent sil.
- L: Tape carrier package.
- N: Quad flat non leaded.
- P: Plastic dual in line.
- Q: Quadruple in line.
- S: Single in line.
- T: Small outline.
- U: Uncased.
- V: Bump chip carrier.
- W: Leaded chip carrier.
- X: Leadless chip carrier.
- Y: Pin grid array.

### Sensores
Aunque también se pueden marcar como dispositivos semiconductores o circuitos integrados, el código para sensores consta de dos o tres letras seguidas por un número de serie.
1- Primera letra, siempre es la K
2-Segunda letra. Identifica el tipo de sensor:
- A: Aceleración.

- E: Elongación, tensión mecánica.
- F: Flujo de fluidos.
- G: Gases.
- H: Humidad.
- L: Nivel.
- M: Campo magnético.
- P: Presión.
- R: Radiación.
- S: Posición geométrica.
- T: Temperatura.

3. Número de serie. Consta de uno a cuatro dígitos, para los dispositivos estándar. Los sensores industriales llavan una letra y de uno a cuatro dígitos. El número de serie no tiene otro significado.
4.Versión Consiste en una o varias letras indicando alguna característica, como, por ejemplo, el margen de sensibilidad.
- Datos: Q1598166